# Carlos Arévalo Calvet
Carlos Arévalo Calvet (Madrid, 1906-Madrid, 1989) va ser un escultor i director de cinema espanyol.

## Biografia
Nascut a Madrid el 1906, va fer estudis de cultura en la Acadèmia de Belles Arts de Sant Ferran.
Militant falangista, es dedicaria a la cinematografia i durant la Dictadura franquista va realitzar diversos films de cert èxit. Destaca en aquest sentit l'estrena de Harka (1941), si bé amb posterioritat el film ha estat ratllat un «pamflet militarista i profranquista». El 1942 va estrenar Rojo y negro, pel·lícula de ressonàncies falangistes que després d'unes setmanes en cartellera no comptaria amb l'aprovació de les autoritats i acabaria sent retirada de les sales. També durant aquest any intentaria, sense èxit, portar a les pantalles l'obra teatral Fuenteovejuna. A partir de 1944 es dedicaria a l'escultura i de fet arribaria a ser catedràtic de l'Escola d'Arts i Oicios. En la dècada de 1950 reprendria la seva activitat cinematogràfica, tornant a dirigir diversos films. Va morir a Madrid el 1989.

## Filmografia
- Harka (1941)
- Rojo y negro (1942)
- Siempre mujeres 1942)
- Arribada forzosa (1943)
- Su última noche (1944)
- Hospital general (1956)
- Ángeles sin cielo (1957)
- Los dos rivales (1958)
- Misión en Marruecos (1959)
- Un americano en Toledo (1960)